# Thomas Salomon (Politiker)
Thomas Salomon (* 1952) ist ein deutscher Politiker (Die Heimat). Er ist im Bundesvorstand tätig und leitet das Ressort Bildung. Von 1991 bis 1995 war er stellvertretender Parteivorsitzender, von 2011 bis 2013 Vorsitzender des Kreisverbandes Oberhavel sowie bis Ende 2010 Pressesprecher des Landesvorstands in Brandenburg.

## Leben
Salomon studierte Lebensmittelchemie. Mit 18 Jahren wurde er in Berlin Mitglied der Jungen Nationaldemokraten und der NPD. Salomon war im Landesvorstand der NPD tätig und von 1975 bis 1982 im Bundesvorstand der JN. Seit 1985 gehört Salomon dem Bundesvorstand der NPD an. Von 1991 bis 1995 war er stellvertretender Parteivorsitzender. Aus diesem Amt schied er nach internen Auseinandersetzungen aus. Seit 1998 gehört er wieder dem Parteivorstand an. Er leitet das "Referat Bildung und Lehrgänge". Ihm unterliegt damit die Schulung der NPD-Kader. Von 2003 bis 2010 war er zudem Pressesprecher des Landesvorstandes der NPD in Brandenburg. Auf kommunaler Ebene ist Salomon derzeit im Kreisverband Oberhavel tätig.
Am 20. Mai 1998 erklärte Salomon auf einer NPD-Versammlung in Hamburg, dass es „eine politische Veränderung durch das rechte Lager“ nicht durch freie Wahlen geben werde, sondern nur durch einen „zweiten 9. November“. Er selbst glaube fest an einen Bürgerkrieg. Diese Bemerkung wurde im NPD-Verbotsantrag des Bundesrats als Beweis für die Verfassungsfeindlichkeit der NPD herangezogen. In den Verfassungsschutzberichten des Landes Brandenburg wurde Salomon mehrfach namentlich erwähnt.